# Jerzy Krókowski
Jerzy Krókowski (ur. 17 października 1898 w Krakowie, zm. 8 września 1967 we Wrocławiu) – polski taternik, filolog klasyczny, historyk literatury, nauczyciel, profesor Uniwersytetu Wrocławskiego (od 1954 roku, zwyczajny od 1959 roku) i starszy brat taterniczki Zofii Krókowskiej.
Jerzy Krókowski był aktywnym taternikiem od ok. 1924 roku. Wspinał się najczęściej ze swoją młodszą siostrą Zofią, Stanisławem Zarembą i Marianem Sokołowskim. W 1927 roku napisał taternickie wspomnienie opublikowane pod tytułem Moja pierwsza wycieczka w Tatry. Po tragicznej śmierci swojej siostry pod Ostrym Szczytem w 1928 roku zaprzestał dalszej działalności taternickiej.
7 maja 1945 został pierwszym dyrektorem I Liceum Ogólnokształcącegp im. Adama Mickiewicza w Prudniku (wówczas Państwowe Gimnazjum i Liceum Męskie w Prudniku). Brał udział w organizacji pracy placówki. Zrezygnował ze stanowiska dyrektora i wyjechał z Prudnika 7 września 1945. Przeniósł się do Wrocławia, gdzie był dyrektorem Instytutu Filologii Klasycznej Uniwersytetu Wrocławskiego, dziekanem Wydziału Filologicznego, a następnie prorektorem.

## Ważniejsze tatrzańskie osiągnięcia wspinaczkowe
- pierwsze wejście zimowe na Hrubą Turnię, wraz z siostrą i Sokołowskim,
- pierwsze wejście zimowe od Mylnej Przełęczy na Zawratową Turnię,
- pierwsze wejście zimowe od Szczyrbskiej Przełęczy na Szczyrbski Szczyt,
- pierwsze wejście zimowe od Szczyrbskiej Przełęczy na Hruby Wierch.